# Lucrécia Jardim
Maria Lucrécia Jardim (* 28. Januar 1971 in Caconga, Angola) ist eine ehemalige portugiesische Leichtathletin, die in den 1990er Jahren eine erfolgreiche 100- und 200-Meter-Läuferin war. Sie ist die einzige Sprinterin ihres Landes, die jemals ein Finale bei Leichtathletik-Europameisterschaften erreichte (1994: Platz 7 im 200-Meter-Lauf).

## Karriere
Lucrécia Jardim gewann 1990 bei den Juniorenweltmeisterschaften Bronze über 100 Meter und über 200 Meter. Bei den Olympischen Spielen 1992 in Barcelona erreichte sie über 100 Meter und über 200 Meter jeweils das Viertelfinale. Mit der 4-mal-400-Meter-Staffel in der Besetzung Marta Moreira, Lucrécia Jardim, Elsa Amaral und Eduarda Coelho erreichte sie mit portugiesischem Landesrekord von 3:29,38 Minuten das Finale. Dort allerdings konnte sich die Staffel nicht mehr steigern und belegte den achten und letzten Platz. 1993 bei den Weltmeisterschaften in Stuttgart erreichte Jardim erneut das Viertelfinale auf beiden Sprintstrecken. Im Jahr darauf schied sie bei den Europameisterschaften 1994 in Helsinki über 100 Meter im Vorlauf aus. Über 200 Meter gelang ihr der Finaleinzug, mit 23,28 Sekunden belegte sie den siebten Platz. Bei den Olympischen Spielen 1996 in Atlanta erreichte sie über 100 Meter das Halbfinale, über 200 Meter schied sie im Viertelfinale mit Landesrekord von 22,88 Sekunden als Fünfte ihres Laufes aus. Im Jahr darauf stellte sie über 100 Meter ihren letzten portugiesischen Landesrekord auf, als sie bei den Weltmeisterschaften 1997 in Athen im Vorlauf 11,30 Sekunden lief. 1998 wurde sie iberoamerikanische Meisterin über 200 Meter. 
Lucrécia Jardim gewann acht portugiesische Freiluftmeisterschaften und neun portugiesische Hallentitel. Sie ist 1,59 m groß und hatte ein Wettkampfgewicht von 49 kg.

## Persönliche Bestleistungen
- 100-Meter-Lauf: 11,30 Sekunden (1997) Landesrekord
- 200-Meter-Lauf: 22,88 Sekunden (1996) Landesrekord
- 400-Meter-Lauf: 52,68 Sekunden (1995)